# Salvador Sánchez
Pour l'astronome, voir Salvador Sánchez.
Salvador Sánchez Narváez est un boxeur mexicain né le 26 janvier 1959 à Santiago Tianguistenco et mort le 12 août 1982 à Santiago de Querétaro dans un accident de voiture.

## Carrière
Il devient champion du monde des poids plumes WBC en battant par arrêt de l'arbitre à la 13e reprise Danny Lopez le 2 février 1980. Sánchez conserve sa ceinture 9 fois en deux ans et demi de règne. Il compte notamment des victoires sur Juan La Porte le 13 décembre 1980, Wilfredo Gómez le 21 août 1981 et Azumah Nelson le 21 juillet 1982, soit quelques jours seulement avant son accident.

## Distinctions
- Salvador Sánchez est élu boxeur de l'année en 1981 par Ring Magazine.
- Il est membre de l'International Boxing Hall of Fame depuis 1991.